# Округ Озарк (Мисури)
Округ Озарк (енгл. Ozark County) је округ у америчкој савезној држави Мисури.

## Демографија
По попису из 2010. године број становника је 9.723, што је 181 (1,9%) становника више него 2000. године.
| Група             | 2000.         | 2010.         |
| Белци             | 9.249 (96,9%) | 9.387 (96,5%) |
| Афроамериканци    | 14 (0,1%)     | 11 (0,1%)     |
| Азијати           | 8 (0,1%)      | 13 (0,1%)     |
| Хиспаноамериканци | 90 (0,9%)     | 128 (1,3%)    |
| Укупно            | 9.542         | 9.723         |